# 上海浦东上南公交
上海浦东新区上南公共交通有限公司，是一家在上海浦东新区运营的公共交通公司。公司为上海浦东公交的子公司。旗下线路主要覆盖浦东新区南部区域。
1996年，上海公交大改革。浦东公交公司一分而三，南部地区与冠忠公交合作，成立上海浦东冠忠公交公司，主要经营浦东南部地区的公交线路。2007年，冠忠公交退出上海公交市场，公司重组成立上海上南巴士公交公司。2009年11月，上海公交改革。上南公交成为上海浦东公交旗下公司。公司经营线路车身颜色由绿色变为蓝色。
上南公交是浦东上南三林地区重要的公交公司。

## 分公司
- 一分公司
- 二分公司
- 三分公司
- 六分公司